# GameShark
GameShark és una eina per a modificar l'ús de videojocs mitjançant el desbloqueig de diverses modes de joc i objectes, usant codis usualment per al propòsit de fer trampes.

## Funcionament
El GameShark treballa a canviar codis binaris desats en llocs específics de la memòria del joc. Per aquesta raó, nous codis GameShark poden ser creats per a afectar essencialment qualsevol part del joc. Un codi GameShark consisteix d'una memòria "en blanc", una adreça de la memòria i un valor per a posar dintre d'aquesta adreça, en hexadecimal. La major part dels GameSharks tenen l'habilitat de trobar la ubicació, dintre de la memòria, de qualsevol valor perquè un pugui descobrir nous codis. Per exemple, si estàs jugant un joc d'acció en primera persona i tens 10 càrregues de munició i vols canviar-lo a 255 càrregues, normalment activaries el menú del sistema GameShark i dir-li que busqui en la memòria RAM del joc el nombre 10, el qual és "A" en hexadecimal. Usualment això activarà més d'una ubicació en la memòria, de manera que hauràs de canviar el valor que es busca, per exemple usant una mica de munició, i llavors utilitzar la teva GameShark un cop més per a buscar el grup trobat l'última vegada, però amb la informació que posseïxes en el valor actual. Eventualment obtindràs menys resultats en les teves recerques i el GameShark reportarà el codi d'aquesta ubicació. En aquest cas se suposa que és "01FFA202". En el nostre exemple, "A202" és la ubicació de la memòria, "FF" és el valor emmagatzemat aquí, i "01" és el banc de la memòria. Les ubicacions de la memòria es troben ficades dintre de grans trossos de la mateixa grandària anomenats bancs de memòria. La major quantitat de bancs de memòria és el primer "01". Ara volem col·locar la nostra munició a 255 (el valor màxim que pot ser guardat en la grandària d'aquesta ubicació en la memòria), de manera que canviem "02" a la versió hexadecimal de 255, la qual és "FF".

## Plataformes
El GameShark està disponible per aquestes plataformes:
- Game Boy
- Game Boy Advance
- GameCube
- Nintendo 64
- PlayStation
- PlayStation 2
- Sega Dreamcast
- Sega Saturn
- Xbox